# Upyna
Upyna (ryska: Упина) är en ort i Litauen. Den ligger i den västra delen av landet, 200 km väster om huvudstaden Vilnius. Upyna ligger 132 meter över havet och antalet invånare är 445.
Terrängen runt Upyna är platt, och sluttar söderut. Runt Upyna är det ganska glesbefolkat, med 47 invånare per kvadratkilometer. Närmaste större samhälle är Šilalė, 17,2 km väster om Upyna. Omgivningarna runt Upyna är en mosaik av jordbruksmark och naturlig växtlighet.